# Istituto dei sacerdoti del Cuore di Gesù
L'Istituto dei sacerdoti del Cuore di Gesù (in latino Societas sacerdotum Cordis Iesu, in francese Institut séculier des prêtres du Cœur de Jésus) è un istituto secolare maschile di diritto pontificio: i membri della fraternità pospongono al loro nome la sigla I.S.P.C.J.

## Storia
L'istituto venne fondato da Pierre-Joseph Picot de Clorivière (1735-1820): sacerdote della Compagnia di Gesù, dopo la soppressione del suo ordine (1773) Picot de la Clorivière iniziò a progettare come contribuire a restaurare i gesuiti e ripristinare le missioni nel Maryland loro affidate.
Il 19 luglio 1773 ebbe l'idea di un nuovo genere di società, senza abito religioso e senza case comuni: al suo progetto si interessarono altri tredici sacerdoti e, il 18 settembre 1773 il vescovo di Saint-Malo Gabriel Cortois de Pressigny approvò l'iniziativa. Il 2 febbraio 1791 i primi sodali si riunirono a Parigi, nella chiesa di Saint Pierre di Montmartre (la stessa dove Ignazio di Loyola aveva fondato i gesuiti) dando vita alla Fraternità dei sacerdoti del Cuore di Gesù: altri gruppi sorsero in altri centri della Francia, soprattutto in Bretagna. Il loro scopo era quello di "far rifiorire in mezzo al mondo l'immagine della Chiesa primitiva". Nell'inverno tra il 1791 e il '92 iniziarono clandestinamente i regolari incontri settimanali dei sodali della fraternità e gli esercizi spirituali.
Il 19 gennaio 1801 papa Pio VII autorizzò quanti avessero desiderato abbracciare questo genere di vita a emettere dei voti temporanei (validi un anno) sotto l'autorità degli ordinari locali ma, con la restaurazione della Compagnia di Gesù (1814), gli scopi dei sacerdoti del Cuore di Gesù vennero meno e i loro gruppi si dissolsero rapidamente.
Daniel-Marie Fontaine ripristinò il sodalizio sacerdotale il 29 ottobre 1918: dopo la promulgazione del decreto Provida Mater si cercò di fare approvare la fraternità come istituto secolare, cosa che avvenne il 2 febbraio 1952.

## Attività e diffusione
I sacerdoti del Cuore di Gesù partecipano al carisma e alla missione della Compagnia di Gesù: pubblicano la rivista Cor Unum.
Attualmente l'istituto conta circa 1000 membri presenti in soprattutto in Francia ma anche in Argentina, Belgio, Benin, Burkina Faso, Burundi, Camerun, Ciad, Cile, Congo, Costa d'Avorio, Croazia, Ecuador, Germania, Inghilterra, Irlanda, Italia, Mali, Messico, Perù, Portogallo, Senegal, Spagna, Stati Uniti d'America, Svizzera e Togo.